# Pyynikki Circuit
Het Pyynikki Circuit is een voormalig stratencircuit in de Finse stad Tampere. Het bevond zich in een park in de gelijknamige wijk. Het circuit was 3,608 kilometer lang en er werd met de klok mee gereden. 
De wegraces werden als "Pyynikinajot" bekend en voor het eerst in 1932 georganiseerd. Na een onderbreking door de Tweede Wereldoorlog werd er pas in 1946 weer gereden. 
In de seizoenen 1963 en 1963 werd de Grand Prix van Finland voor motorfietsen op het Pyynikki Circuit gehouden. Men vond het circuit echter te smal, en daarom werd de Finse Grand Prix vanaf het seizoen 1964 naar het circuit van Imatra verplaatst. In 1971 werden races op het Pyynikki Circuit uit veiligheidsoverwegingen verboden, maar in de laatste editie won de latere wereldkampioen Jarno Saarinen twee klassen.

## Resultaten van de WK-races in 1962 en 1963
| Jaar | Klasse | 1e                              | 2e                            | 3e                              | Snelste ronde             |  |
| ---- | ------ | ------------------------------- | ----------------------------- | ------------------------------- | ------------------------- |  |
| 1962 | 50 cc  | Luigi Taveri (Honda)            | Tommy Robb (Honda)            | Hans Georg Anscheidt (Kreidler) | Luigi Taveri (Honda)      |  |
| 1962 | 125 cc | Jim Redman (Honda)              | Luigi Taveri (Honda)          | Alan Shepherd (MZ)              | Alan Shepherd (MZ)        |  |
| 1962 | 350 cc | Tommy Robb (Honda)              | Jim Redman (Honda)            | Alan Shepherd (MZ)              | Tommy Robb (Honda)        |  |
| 1962 | 500 cc | Alan Shepherd (Matchless)       | Sven-Olof Gunnarsson (Norton) | František Šťastný (Jawa)        | Alan Shepherd (Matchless) |  |
|      |        |                                 |                               |                                 |                           |  |
| 1963 | 50 cc  | Hans Georg Anscheidt (Kreidler) | Mitsuo Itō (Suzuki)           | Hugh Anderson (Suzuki)          | Hugh Anderson (Suzuki)    |  |
| 1963 | 125 cc | Hugh Anderson (Suzuki)          | Luigi Taveri (Honda)          | Alan Shepherd (MZ)              | Hugh Anderson (Suzuki)    |  |
| 1963 | 350 cc | Mike Hailwood (MV Agusta)       | Jim Redman (Honda)            | Sven-Olof Gunnarsson (Norton)   | Mike Hailwood (MV Agusta) |  |
| 1963 | 500 cc | Mike Hailwood (MV Agusta)       | Alan Shepherd (Matchless)     | Mike Duff (Matchless)           | Mike Hailwood (MV Agusta) |  |